# Кананея
Кананея (порт. Cananéia) — муниципалитет в Бразилии, входит в штат Сан-Паулу. Составная часть мезорегиона Южное побережье штата Сан-Паулу. Входит в экономико-статистический микрорегион Режистру. Население составляет 14 195 человек на 2006 год. Занимает площадь 1 242,010 км². Плотность населения — 11,4 чел./км².
Праздник города — 12 августа.

## История
Город основан 12 августа 1531 года.

## Статистика
- Валовой внутренний продукт на 2003 составляет 44.718.782,00 реалов (данные: Бразильский институт географии и статистики).
- Валовой внутренний продукт на душу населения на 2003 составляет 3.356,01 реалов (данные: Бразильский институт географии и статистики).
- Индекс развития человеческого потенциала на 2000 составляет 0,775 (данные: Программа развития ООН).

## География
Климат местности: субтропический. В соответствии с классификацией Кёппена, климат относится к категории Cfb.